# Kim Wilde
Kim Wilde (n. 18 noiembrie 1960, Londra, Regatul Unit) pe numele adevărat Kimberly Smith, este o cântăreață britanică de muzică pop.
Primul ei single a fost „Kids in America” lansat în ianuarie 1981.